# Station Mierzęcice Zawierciańskie
Station Mierzęcice Zawierciańskie is een spoorwegstation in de Poolse plaats Mierzęcice.